# Simón Bolívar (szczyt)
Pico Simón Bolívar – jeden z dwóch (obok Cristóbal Colón) najwyższych szczytów w masywie Sierra Nevada de Santa Marta, w północnej Kolumbii, wznoszący się na wysokość około 5775 m n.p.m. Przyjmuje się, że jest niższy niż Cristóbal Colón, ale nie ma co do tego pewności. Na szczycie znajduje się wieczny śnieg.
Nazwany na cześć Simóna Bolívara, bohatera walk o wyzwolenie Ameryki Południowej spod władzy Hiszpanów. Szczytu tego nie należy mylić z Pico Bolívar w Wenezueli.
Szczyt znajduje się na terenie Parku Narodowego Sierra Nevada de Santa Marta.